# 448 Natalie

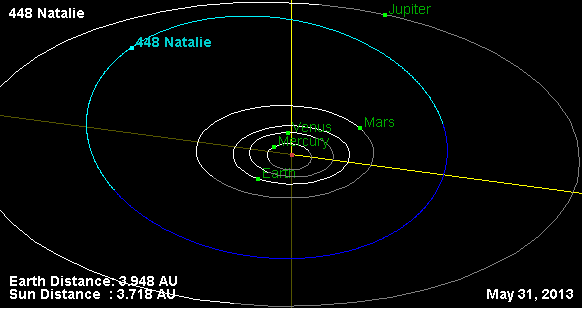
Orbita di 448 Natalie (in blu-azzurro)

448 Natalie è un asteroide della fascia principale del sistema solare del diametro medio di circa 47,76 km. Scoperto nel 1899, presenta un'orbita caratterizzata da un semiasse maggiore pari a 3,1377215 UA e da un'eccentricità di 0,1845553, inclinata di 12,71451° rispetto all'eclittica.
L'origine del suo nome è sconosciuta.